# Campeonato da Europa de Atletismo de 2012 - Salto triplo feminino
A prova do salto triplo feminino do Campeonato da Europa de Atletismo de 2012 foi disputada entre os dias 27 e 29 de junho de 2012 no Estádio Olímpico de Helsinque em Helsinque,  na Finlândia. 

## Recordes
Antes desta competição, os recordes mundiais e do campeonato nesta prova eram os seguintes:
|                       | Nome             | Nacionalidade | Distância | Local      | Data                 |
| --------------------- | ---------------- | ------------- | --------- | ---------- | -------------------- |
| Recorde mundial       | Inessa Kravets   | Ucrânia       | 15m 50cm  | Gotemburgo | 10 de agosto de 1995 |
| Recorde do campeonato | Tatyana Lebedeva | Rússia        | 15m 15cm  | Gotemburgo | 9 de agosto de 2006  |
| Recorde europeu       | Inessa Kravets   | Ucrânia       | 15m 50cm  | Gotemburgo | 10 de agosto de 1995 |

## Medalhistas
| Ouro                 | Prata                 | Bronze              |
| Olha Saladukha (UKR) | Patrícia Mamona (PRT) | Yana Borodina (RUS) |

## Cronograma
Todos os horários são locais (UTC+3).
| Data        | Hora  | Evento       |
| ----------- | ----- | ------------ |
| 27 de junho | 12:25 | Qualificação |
| 29 de junho | 21:00 | Final        |

## Resultados

### Qualificação
Qualificação: Desempenho de 14.20 m (Q) ou os 12 melhores qualificados (q).
| Posição | Grupo | Atleta                 | Nacionalidade | #1    | #2    | #3    | Resultados | Notas                |
| ------- | ----- | ---------------------- | ------------- | ----- | ----- | ----- | ---------- | -------------------- |
| 1       | A     | Olha Saladukha         | Ucrânia       | 14.77 |       |       | 14.77      | Q                    |
| 2       | B     | Patrícia Mamona        | Portugal      | 14.41 |       |       | 14.41      | Q                    |
| 3       | B     | Françoise Mbango Etone | França        | x     | x     | 14.38 | 14.38      | Q                    |
| 4       | B     | Dana Velďáková         | Eslováquia    | 13.92 | 14.36 |       | 14.36      | Q,                   |
| 5       | B     | Paraskevi Papahristou  | Grécia        | 14.35 |       |       | 14.35      | Q                    |
| 6       | B     | Yana Borodina          | Rússia        | 14.03 | 14.28 |       | 14.28      | Q                    |
| 7       | A     | Athanasia Perra        | Grécia        | x     | 14.22 |       | 14.22      | Q                    |
| 8       | B     | Kseniya Dziatsuk       | Bielorrússia  | 13.83 | 14.20 |       | 14.20      | Q                    |
| 9       | A     | Marija Šestak          | Eslovênia     | 14.09 | 14.17 | 13.34 | 14.17      | q                    |
| 10      | A     | Simona La Mantia       | Itália        | 13.85 | 14.14 | 13.90 | 14.14      | q                    |
| 11      | B     | Svetlana Bolshakova    | Bélgica       | 13.66 | 13.91 | 14.09 | 14.09      | q                    |
| 12      | A     | Níki Panéta            | Grécia        | x     | 14.08 | 13.78 | 14.08      | q                    |
| 13      | A     | Susana Costa           | Portugal      | 13.64 | x     | 13.99 | 13.99      |                      |
| 14      | B     | Jenny Elbe             | Alemanha      | 13.89 | 13.90 | 13.98 | 13.98      |                      |
| 15      | B     | Snežana Rodić          | Eslovênia     | x     | 13.63 | 13.95 | 13.95      |                      |
| 16      | A     | Patricia Sarrapio      | Espanha       | 13.83 | 13.90 | x     | 13.90      | Recorde da temporada |
| 17      | B     | Ruslana Tsykhotska     | Ucrânia       | x     | 13.87 | x     | 13.87      |                      |
| 18      | A     | Hanna Demydova         | Ucrânia       | 13.72 | x     | x     | 13.72      |                      |
| 19      | A     | Olesya Zabara          | Rússia        | 13.54 | 13.69 | 13.56 | 13.69      |                      |
| 20      | A     | Adelina Gavrilă        | Roménia       | 13.61 | 13.22 | 13.07 | 13.61      |                      |
| 21      | B     | Cristina Bujin         | Roménia       | x     | 13.34 | x     | 13.34      |                      |
| 22      | A     | Katja Demut            | Alemanha      | 13.31 | x     | 13.13 | 13.31      |                      |
| 23      | A     | Petia Dacheva          | Bulgária      | x     | x     | x     | NM         |                      |
| 23      | B     | Kristiina Mäkelä       | Finlândia     | x     | x     | x     | NM         |                      |
| 23      | B     | Andriana Bânova        | Bulgária      | x     | x     | x     | NM         |                      |

### Final
| Posição           | Atleta                 | Nacionalidade | #1    | #2    | #3    | #4    | #5    | #6    | Resultados | Notas               |
| ----------------- | ---------------------- | ------------- | ----- | ----- | ----- | ----- | ----- | ----- | ---------- | ------------------- |
| Medalha de ouro   | Olha Saladukha         | Ucrânia       | 14.99 | 14.84 | x     | 14.65 | x     | 14.89 | 14.99      | Melhor marca do ano |
| Medalha de prata  | Patrícia Mamona        | Portugal      | 14.52 | 14.07 | x     | 14.22 | 13.97 | 14.21 | 14.52      | Recorde nacional    |
| Medalha de bronze | Yana Borodina          | Rússia        | 14.15 | 14.07 | 14.00 | 14.02 | 14.36 | 14.35 | 14.36      |                     |
| 4                 | Simona La Mantia       | Itália        | 14.25 | x     | 13.73 | x     | x     | 13.64 | 14.25      |                     |
| 5                 | Dana Velďáková         | Eslováquia    | 13.90 | x     | 14.24 | x     | x     | x     | 14.24      |                     |
| 6                 | Níki Panéta            | Grécia        | x     | 14.23 | 14.15 | x     | x     | x     | 14.23      |                     |
| 7                 | Athanasia Perra        | Grécia        | x     | 14.00 | 14.23 | x     | x     | x     | 14.23      |                     |
| 8                 | Françoise Mbango Etone | França        | x     | x     | 14.19 | 13.95 | 14.03 | 14.15 | 14.19      |                     |
| 9                 | Svetlana Bolshakova    | Bélgica       | x     | 14.07 | 13.83 |       |       |       | 14.07      |                     |
| 10                | Marija Šestak          | Eslovênia     | x     | x     | 14.01 |       |       |       | 14.01      |                     |
| 11                | Paraskevi Papahristou  | Grécia        | x     | 13.89 | x     |       |       |       | 13.89      |                     |
| 12                | Kseniya Dziatsuk       | Bielorrússia  | x     | 13.87 | 13.55 |       |       |       | 13.87      |                     |

Legenda
| Recorde mundial       | Recorde mundial (World record)               |                       | Recorde africano                      | Recorde africano (African) |                                           | Q | Classificado por posição (Qualified) |
| Recorde do campeonato | Recorde do campeonato (Championship record)  | Recorde da América    | Recorde da América (Americas)         | q                          | Classificado por melhor tempo (Qualified) |   |                                      |
| Melhor marca do ano   | Melhor marca do ano (World leading)          | Recorde asiático      | Recorde asiático (Asian)              | DNS                        | Não largou (Did not start)                |   |                                      |
| Recorde nacional      | Recorde nacional (National record)           | Recorde europeu       | Recorde europeu (European)            | DNF                        | Não terminou (Did not finish)             |   |                                      |
| Recorde pessoal       | Recorde pessoal do atleta (Personal best)    | Recorde da Oceania    | Recorde da Oceania (Oceania)          | DSQ / DQ                   | Desclassificado (Disqualified)            |   |                                      |
| Recorde da temporada  | Recorde da temporada do atleta (Season best) | Recorde sul-americano | Recorde sul-americano (South America) | NM                         | Sem marca (No mark)                       |   |                                      |